# Dendropemon purpureus
Dendropemon purpureus là một loài thực vật có hoa trong họ Loranthaceae. Loài này được (L.) Krug & Urb. mô tả khoa học đầu tiên năm 1897.